# Busuanga
Busuanga é um município de  terceira classe de renda municipal (d) na província de Palauã, nas Filipinas. De acordo com o censo de 1 de maio  de  2020 possui uma população de 25 617 pessoas e 6 397 domicílios.